# Oligoryzomys victus
Oligoryzomys victus је изумрла врста глодара из породице хрчкова (лат. Cricetidae). 

## Распрострањење
Пре изумирања, само Сент Винсент.

## Станиште
Врста Oligoryzomys victus је имала станиште на копну.

## Угроженост
Ова врста је изумрла, што значи да нису познати живи примерци.